# Castelul Finckenstein
Castelul Finckenstein (Kamieniec) din Polonia aparținea în trecut de provincia Rosenberg, Prusia de Vest. Este un castel clădit în stil baroc între anii 1716–1720, fiind rezidența lui Albrecht Konrad Finck von Finckenstein. Mai târziu, castelul ajunge în proprietatea familiei Dohna-Schlobitten, rămânând așa până la sosirea armatei roșii în anul 1945, când a fost incendiat.
Ruinele castelului s-au păstrat în parte până zi.
Castelul este cunoscut ca fiind locul romanței dintre Napoleon I și Maria Walewska. Se spune că împăratul, la vederea castelului, ar fi exclamat: „Enfin un château”. Aici au fost semnate de Napoleon câteva documente istorice.